# Aphoebantus timberlakei
Aphoebantus timberlakei är en tvåvingeart som beskrevs av Axel Leonard Melander 1950. Aphoebantus timberlakei ingår i släktet Aphoebantus och familjen svävflugor.
Artens utbredningsområde är Kalifornien. Inga underarter finns listade i Catalogue of Life.